# Lijst van beelden in Washington D.C.
Dit is een (onvolledige) chronologische lijst van beelden in Washington D.C.. Onder een beeld wordt hier verstaan elk driedimensionaal kunstwerk in de openbare ruimte van de Amerikaanse stad Washington, waarbij beeld wordt gebruikt als verzamelbegrip voor sculpturen, standbeelden, installaties en overige beeldhouwwerken.
In deze lijst ontbreken foto's van recente kunstwerken, omdat de Verenigde Staten geen volledige panoramavrijheid kent. Kunstwerken die in de openbare ruimte zijn geplaatst voor 1923 vallen onder het publiek domein en foto's daarvan mogen vrij worden gepubliceerd.
| Geplaatst | Omschrijving                             | Kunstenaar                   | Straat                                           | Materiaal                    | Afbeelding |  |
| --------- | ---------------------------------------- | ---------------------------- | ------------------------------------------------ | ---------------------------- | ---------- |  |
| 1848/1884 | Washington Monument                      | Robert Mills                 | National Mall                                    | marmer, graniet en zandsteen |            |  |
| 1860      | President George Washington              | Clark Mills                  | Washington Circle                                | brons                        |            |  |
| 1874      | Generaal Winfield Scott                  | Henry Kirke Brown            | Scott Circle                                     | brons                        |            |  |
| 1876      | Emancipation Memorial                    | Thomas Ball                  | Lincoln Park                                     | brons                        |            |  |
| 1876      | Generaal James Birdseye McPherson        | Louis Rebisso                | McPherson Square                                 | brons                        |            |  |
| 1878      | Generaal George H. Thomas                | John Quincy Adams Ward       | Thomas Circle                                    | brons                        |            |  |
| 1881      | Admiraal David Farragut                  | Vinnie Ream                  | Farragut Square                                  | brons                        |            |  |
| 1887      | President James Garfield                 | John Quincy Adams Ward       |                                                  | brons                        |            |  |
| 1889      | Benjamin Franklin                        | Jacques Jouvenal             | Old Post Office Pavilion                         | marmer                       |            |  |
| 1890      | Louis Daguerre                           | Jonathan Scott Hartley       | National Portrait Gallery                        | brons                        |            |  |
| 1891      | Henry Adams                              | Augustus Saint-Gaudens       | Rock Creek Cemetery                              | brons                        |            |  |
| 1900      | Minister Daniel Webster                  | Gaetano Trentanove           | Massachusetts Avenue, Scott Circle               | brons                        |            |  |
| 1900      | Samuel Hahnemann                         | Charles Henry Niehaus        | Scott Circle                                     | brons                        |            |  |
| 1901      | Albert Pike (op 19 juni 2020 verwijderd) | Gaetano Trentanove           | Judiciary Square                                 | brons                        |            |  |
| 1907      | Generaal-majoor George McClellan         | Frederick William MacMonnies | Kallorama Triangle                               | brons                        |            |  |
| 1908      | Generaal Philip Sheridan                 | Gutzon Borglum               | Sheridan Circle, Massachusetts Avenue / 23rd Sts | brons                        |            |  |
| 1909?     | Dichter Henry Wadsworth Longfellow       | Thomas Ball                  | Dupont Circle                                    | brons                        |            |  |
| 1909/1922 | President Ulysses S. Grant               | Henry Shrady                 | Union Square                                     | brons                        |            |  |
| 1912      | John Paul Jones                          | Charles Henry Niehaus        | West Potomac Park                                | brons                        |            |  |
| 1912      | Christoffel Columbus                     | Lorado Taft                  | Columbus Circle                                  | marmer                       |            |  |
| 1922      | President Abraham Lincoln                | Daniel Chester French        | National Mall, Lincoln Memorial                  | marmer                       |            |  |
| 1924      | First Division Monument                  | Daniel Chester French        | President's Park                                 |                              |            |  |
| 1927      | El Cid                                   | Anna Hyatt Huntington        |                                                  |                              |            |  |
| 1931      | Titanic Memorial                         | Gertrude Vanderbilt Whitney  | P Street SW                                      | graniet                      |            |  |
| 1932      | Theodore Roosevelt                       | Paul Manship                 | Theodore Roosevelt Island                        | brons                        |            |  |
| 1938      | Artemas Ward                             | Leonard Crunnelle            | Ward Circle                                      | brons                        |            |  |
| 1941      | Guglielmo Marconi                        | Attilio Piccirilli           | Mount Pleasant                                   | brons                        |            |  |
| 1943      | President Thomas Jefferson               | Rudulph Evans                | National Mall, Jefferson Memorial                | brons                        |            |  |
| 1947      | Albert Gallatin                          | James Earle Fraser           | Lafayette Park                                   | brons                        |            |  |
| 1947      | Minister Oscar Straus                    | Adolph Alexander Weinman     | Federal Traingle, 14th Street                    | brons                        |            |  |
| 1964      | Boy Scout Memorial                       | Donald DeLue                 | President's Park                                 | brons                        |            |  |
| 1979      | Albert Einstein                          | Robert Berks                 |                                                  | graniet                      |            |  |
| 1995      | 19 soldaten                              | Frank Gaylord                | West Potomac Park, Korean War Veterans Memorial  | rvs                          |            |  |
| 1997      | Franklin Delano Roosevelt                | Lawrence Halprin             | West Potomac Park                                |                              |            |  |
| 2000      | Mahatma Gandhi                           | Gautam Pal                   | Embassy of India                                 | brons                        |            |  |
| 2002      | George Mason Memorial                    | Wendy Ross                   |                                                  | brons                        |            |  |